# Georg Vetter (Rechtsanwalt)

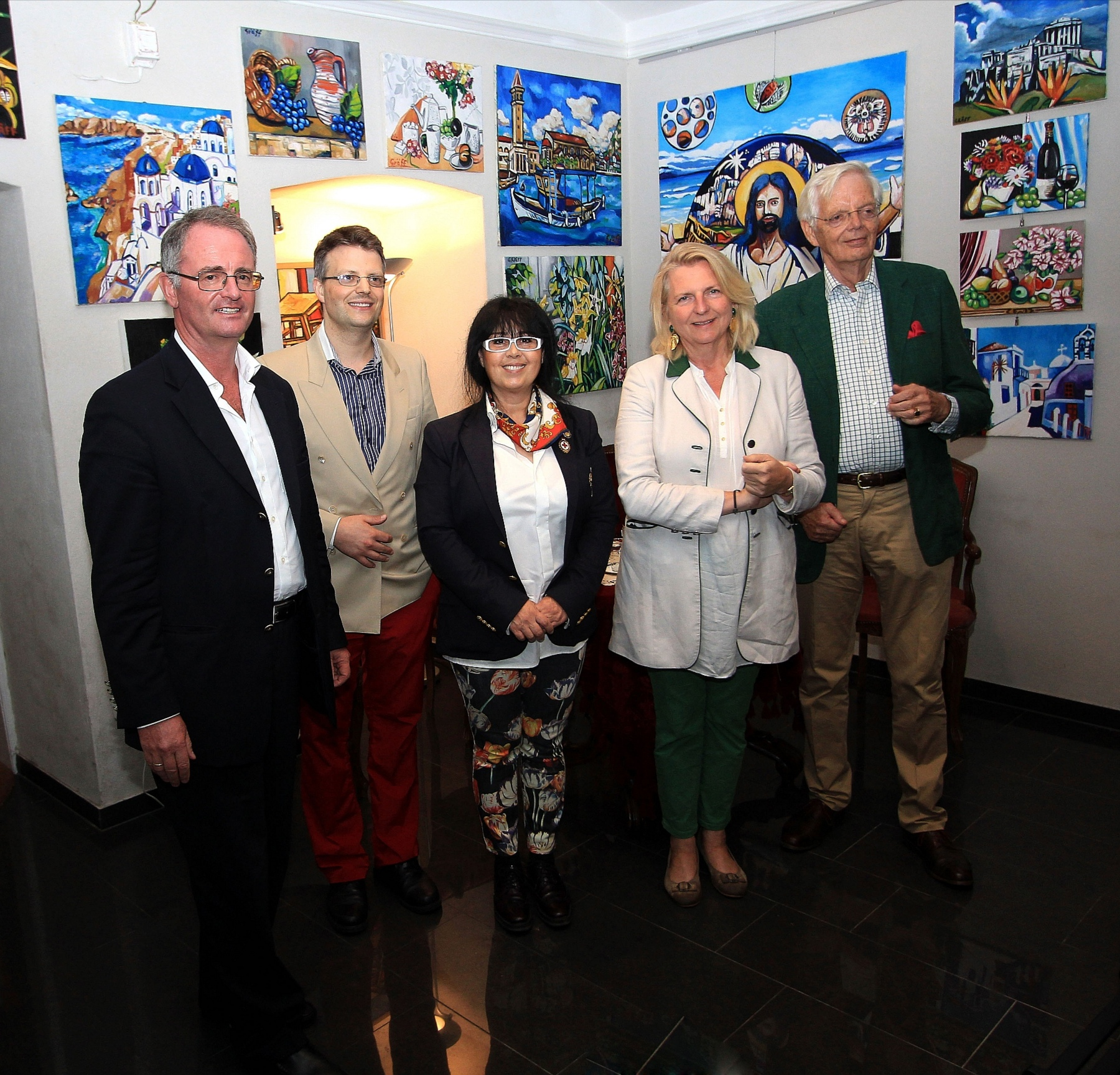
Georg Vetter (links) beim „Dialog im Kamptal“ mit Matthias Laurenz Gräff, Georgia Kazantzidu, Karin Kneissl und Michael Breisky (2020)

Georg Vetter (* 26. April 1962 in Wien) ist ein österreichischer Wirtschaftsanwalt, Autor und ehemaliger Politiker (Team Stronach, ÖVP).

## Biographie
Georg Vetter studierte Rechtswissenschaften und Volkswirtschaft in Wien und Texas. Seit 1991 ist er als Rechtsanwalt tätig.
Vetter war Mitglied des Team Stronach und zog im Oktober 2013 in den österreichischen Nationalrat, wo er zum Klubobfrau-Stellvertreter avancierte. Im Juni 2015 wurde sein Wechsel in den Parlamentsklub der Österreichischen Volkspartei (ÖVP) bekanntgegeben. 2017 war er Mitglied im zweiten Eurofighter-Untersuchungsausschuss, was ihn zu dem Verfassen seines Buches Eurofighter 2017. Die Täuschung der Republik. inspirierte. Im November desselben Jahres schied Vetter aus dem Nationalrat aus.
Georg Vetter ist Vorstandsmitglied des Hayek-Instituts und Präsident des Clubs unabhängiger Liberaler.

## Werke
- Die neue Macht der Aktionäre. Der Weg zur Aktionärsdemokratie. Ibera, Wien 2005. ISBN 978-3-85052-198-7
- Die daungegradete Republik: Das heutige Österreich aus der Sicht des Feldmarschalls Daun. Ibera, Wien 2011. ISBN 978-3-85052-298-4
- Eurofighter 2017. Die Täuschung der Republik. Ibera, Wien 2017, ISBN 978-3-85052-367-7